# Il manifesto

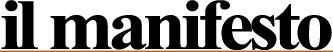
Logo

Il manifesto is een Italiaanse krant die de stem van de linkse intellectuelen vertegenwoordigt.  De krant werd oorspronkelijk als maandblad opgericht door een dissidente randgroep van de PCI (Communistische Partij van Italië) bestaande uit onder andere Aldo Natoli, Lucio Magri, Luigi Pintor en Rossana Rossanda. Het eerste nummer kwam op 24 juni 1969 uit. In november van datzelfde jaar werden de hoofdredacteuren van het blad uit de partij gezet. In het tweede nummer van 'il manifesto' hadden zij zich namelijk tegen de Sovjet-invasie van Tsjecho-Slowakije geuit.
In april 1971 verandert 'il manifesto' van een maandblad in een dagblad. De oprichters besluiten een eigen politieke partij op te zetten en mee te doen aan de verkiezingen van het jaar daarop. De resultaten zijn echter niet erg bemoedigend.
'Il manifesto' wordt bestuurd door een redactiecollectief, dus zonder een specifieke hoofdredactie. Dit is dan ook de reden dat de krant vaak meedoet aan stakingen van journalisten tegen uitgevers. De krant gaat dan wel naar de pers, maar publiceert vaak een aantal pagina’s waarop de redenen voor de staking worden uitgelegd.
In een onder Italiaanse journalisten gehouden onderzoek uit 1990 kwam 'il manifesto' als meest onafhankelijke krant uit de bus. Hier staat echter wel tegenover dat de krant al jaren op het randje van het faillissement balanceert.
Naast het uitgeven van de krant heeft het uitgeverscollectief van 'il manifesto' verschillende andere initiatieven ondernomen, zoals muzikale producties, het uitgeven van boeken en het vertalen en het als bijlage van de krant verspreiden van het prestigieuze Franse maandblad Le Monde diplomatique. Daarnaast treedt de krant al jaren op als hoofdpromotor van grote evenementen, waaronder de nationale manifestatie ter ere van de 50e verjaardag van de bevrijding van Italië op 25 april 1995 in Milaan.
In 2005 kwam de krant internationaal in het nieuws toen de journaliste Giuliana Sgrena in Bagdad werd ontvoerd. De journalisten van 'il manifesto' doen van alles om ervoor te zorgen dat ze bevrijd wordt. Op 4 maart wordt ze uiteindelijk vrijgelaten, maar het goede nieuws wordt overschaduwd door het bericht dat een andere Italiaan is vermoord en dat Giuliana Sgrena zelf onderweg naar het vliegveld gewond is geraakt door een Amerikaanse patrouille.
De krant brengt ook satirische tekeningen van Vauro, een van de bekendste Italiaanse politieke tekenaars. In juni 2011 maakte Vauro bekend dat hij deel uit zou maken van de bemanning op de Free Gaza vloot, om de Israëlische blokkade van Gaza te breken. Hij publiceerde toen in 'il manifesto' zijn Open Brief aan een Admiraal, waarin hij admiraal Eli Marom van de Israëlische zeemacht de redenen voor zijn engagement uiteenzette.
Ondanks kritiek op de inhoud vanwege politieke tegenstanders wordt 'il manifesto' vrij unaniem beoordeeld als een voorbeeld voor creatieve en uitgekiende journalistiek. De laatste tijd heeft de krant in Italië een reputatie opgebouwd met haar sarcastische oneliners, vaak briljante woordspelingen met een duidelijke foto-keuze.